# Aleksandar Sedlar
Aleksandar Sedlar (cyr. Александар Седлар, ur. 13 grudnia 1991 w Nowym Sadzie) – serbski piłkarz grający na pozycji środkowego obrońcy w hiszpańskim klubie Deportivo Alavés.

## Kariera piłkarska
Swoją karierę piłkarską Sedlar rozpoczął w klubie Borac Nowy Sad. W sezonie 2009/2010 zadebiutował w nim w Vojvodanskiej Lidze (IV poziom rozgrywek). W Boracu grał również w sezonie 2010/2011. Latem 2011 przeszedł do innego klubu z Nowego Sadu, Veternika. W sezonie 2011/2012 grał w nim w Srpskiej Lidze (III poziom rozgrywek).
Latem 2012 roku Sedlar przeszedł do Metalaca Gornji Milanovac, grającego w Prvej lidze. Zadebiutował w nim 11 sierpnia 2012 w przegranym 0:1 wyjazdowym meczu z Boracem Čačak. W sezonie 2014/2015 awansował z Metalacem do Super ligi.
15 czerwca 2016 roku Sedlar podpisał trzyletni kontrakt z Piastem Gliwice, z którym w 2019 roku zdobył Mistrzostwo Polski. Tuż po tym sukcesie zdecydował się nie przedłużać wygasającego 30 czerwca kontraktu i został wolnym zawodnikiem, po czym podpisał kontrakt z RCD Mallorca, obowiązujący do końca sezonu 2022/2023.
| Sezon   | Klub                     | Kraj      | Rozgrywki              | Mecze | Gole |
| ------- | ------------------------ | --------- | ---------------------- | ----- | ---- |
| 2009/10 | Borac Nowy Sad           | Serbia    | Vojvođanska liga Zapad | ?     | ?    |
| 2010/11 | Borac Nowy Sad           | Serbia    | Vojvođanska liga Zapad | ?     | ?    |
| 2011/12 | Veternik Nowy Sad        | Serbia    | Srpska Liga Vojvodina  | 14    | 0    |
| 2012/13 | Metalac Gornji Milanovac | Serbia    | Prva liga              | 21    | 0    |
| 2013/14 | Metalac Gornji Milanovac | Serbia    | Prva liga              | 18    | 0    |
| 2014/15 | Metalac Gornji Milanovac | Serbia    | Prva liga              | 26    | 2    |
| 2015/16 | Metalac Gornji Milanovac | Serbia    | Super liga             | 34    | 2    |
| 2016/17 | Piast Gliwice            | Polska    | Ekstraklasa            | 31    | 3    |
| 2017/18 | Piast Gliwice            | Polska    | Ekstraklasa            | 23    | 1    |
| 2018/19 | Piast Gliwice            | Polska    | Ekstraklasa            | 30    | 6    |
| 2019/20 | RCD Mallorca             | Hiszpania | Primera División       | 0     | 0    |

## Kariera reprezentacyjna
W reprezentacji Serbii Sedlar zadebiutował 25 maja 2016 roku w wygranym 2:1 towarzyskim meczu z Cyprem, rozegranym w Užicach, gdy w 75. minucie zmienił Antonio Rukavinę.

## Sukcesy

### Piast Gliwice
- Mistrzostwo Polski (1): 2018/19